# 암스텔 골드 레이스
암스텔 골드 레이스(영어: Amstel Gold Race)는 1966년부터 매년 네덜란드 림뷔르흐주에서 열리는 하루 남성 클래식 도로 자전거 경주다.
2017년부터 14년 만에 여성 대회가 개최되었다. 이 행사는 남성 경기와 같은 날, 같은 도로에서 진행되며 UCI 위민스 월드 투어의 일부다.